# 켈리 고스

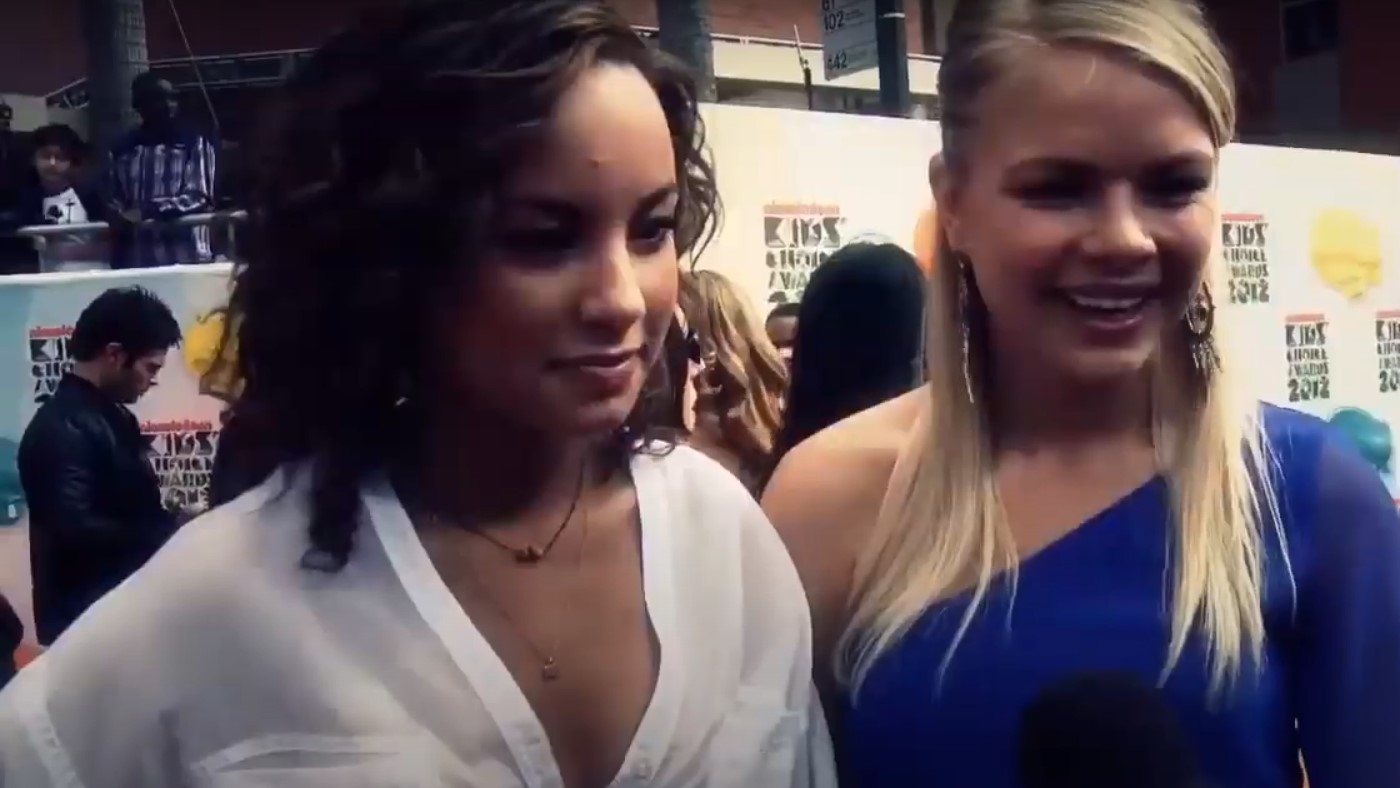

켈리 고스(Kelli Goss, 1992년 2월 1일 ~ )는 미국의 배우, 텔레비전 배우, 영화배우이다.
발렌시아에서 태어났다.

## 방송
- 더 랜치